# Municipio de Center (condado de Jennings)
El municipio de Center (en inglés: Center Township) es un municipio ubicado en el condado de Jennings en el estado estadounidense de Indiana. En el año 2010 tenía una población de 8894 habitantes y una densidad poblacional de 136,23 personas por km².

## Geografía
El municipio de Center se encuentra ubicado en las coordenadas 39°0′48″N 85°37′15″O / 39.01333, -85.62083. Según la Oficina del Censo de los Estados Unidos, el municipio tiene una superficie total de 65.29 km², de la cual 65,26 km² corresponden a tierra firme y (0,04 %) 0,03 km² es agua.

## Demografía
Según el censo de 2010, había 8894 personas residiendo en el municipio de Center. La densidad de población era de 136,23 hab./km². De los 8894 habitantes, el municipio de Center estaba compuesto por el 95,66 % blancos, el 1,35 % eran afroamericanos, el 0,17 % eran amerindios, el 0,36 % eran asiáticos, el 1 % eran de otras razas y el 1,46 % eran de una mezcla de razas. Del total de la población el 2,09 % eran hispanos o latinos de cualquier raza.